# Gerson Martínez
Gerson Martínez, (El Melón, 10 de janeiro de 1989) é um futebolista chileno que atua como atacante. É considerado uma das grandes promessas do futebol chileno. Foi o grande jogador do Torneio de Toulon de 2009, sendo artilheiro e grande revelação do torneio , onde estiveram competindo com ele Gabriel Obertan, Diego Buonanotte e outros grandes jogadores juvenis.

## Títulos

### Nacionais
- Campeonato Chileno da 2ª Divisão: 2009-C

### Internacionais
Seleção Chilena de Futebol sub-21
- Torneio de Toulon 2009: Campeão

### Individuais
- Artilheiro do Torneio de Toulon: 2009
- Jogador Revelação do Torneio de Toulon: 2009